# Ruslan Tleubajew
Ruslan Tleubajew (kasachisch Руслан Бақытжанұлы Тілеубаев Rúslan Baqytjanuly Tileúbaev, russisch Руслан Бахытжанович Тлеубаев Ruslan Bachytschanowitsch Tleubajew; * 7. März 1987 in Petropawl) ist ein kasachischer Radrennfahrer.
Tleubajew belegte in der Saison 2010 den fünften Platz im Straßenrennen der Asienmeisterschaft und gewann zwei Etappen beim Friendship People North-Caucasus Stage Race. Außerdem erzielte er mehrere Top-Ten-Etappenplatzierungen bei der Tour de Langkawi, der Tour of Qinghai Lake und der Tour of Hainan. 2011 gewann Tleubajew die letzte Etappe beim Grand Prix of Sochi. 2012 entschied Tleubajew je eine Etappe der Vuelta a la Independencia Nacional, des Giro Ciclistico d’Italia und der Tour Alsace für sich, und er gewann die Coppa della Pace. 2014 gewann er das Straßenrennen der Männer bei den Asien-Meisterschaften.
Von 2013 bis zu seinem Karriereende nach Ablauf der Saison 2018 fuhr Tleubajew für das UCI WorldTeam Astana. 2014 wurde er Asienmeister im Straßenrennen. 2016 gewann er eine Etappe der Tour of Hainan.

## Erfolge
2011
- eine Etappe Grand Prix of Sochi

2012
- eine Etappe Vuelta a la Independencia Nacional
- Coppa della Pace
- eine Etappe Giro Ciclistico d’Italia
- eine Etappe Tour Alsace

2014
- Asienmeister – Straßenrennen

2016
- eine Etappe Tour of Hainan